# Richard Dutruel
Richard Philippe Dutruel (Thonon-les-Bains, Francia, 24 de diciembre de 1972) es un exfutbolista francés. Jugó de portero en el Paris Saint Germain, el Celta de Vigo y el FC Barcelona, entre otros equipos.

## Trayectoria
Inició su carrera en su localidad natal, para pasar al Paris Saint Germain. En las categorías inferiores del club parisino se proclamó campeón de Francia en categoría cadetes en 1988 y campeón juvenil (Coupe Gambardella) en 1991. El 20 de marzo de 1992 debutó en la Ligue 1, aunque la dificultad para hacerse un hueco en el primer equipo lo llevó como cedido, en 1993, al SM Caen. En el club normando jugó con regularidad durante dos años, antes de regresar a París. La temporada 1995/96, con Bernard Lama como titular indiscutible, Dutruel apenas dispuso de oportunidades para jugar, en un año en que el PSG se proclamó campeón de la Recopa de Europa y de la Supercopa de Francia.
Al terminar la temporada Dutruel prefirió buscar suerte la Liga española con el Celta de Vigo, donde consiguió por fin reivindicarse. Durante cuatro temporadas se convirtió en uno de los porteros más destacados del campeonato español, llegando incluso a debutar con la selección francesa. Sus buenas actuaciones despertaron el interés del FC Barcelona, que buscaba un recambio para Ruud Hesp. En 1999, cuando Dutruel aún tenía un año de contrato con el club gallego, se hizo público su acuerdo para incorporarse al Barça la siguiente temporada, con lo que el club azulgrana se ahorraba pagar los 700 millones de pesetas de su cláusula de rescisión. Este gesto desagradó a los aficionades y dirigentes del Celta, y Dutruel fue apartado de la titularidad hasta el final de esa temporada.
Cuando Dutruel llegó a Barcelona, en julio de 2000, el principal valedor de su fichaje, Louis van Gaal, ya había sido cesado. A pesar de ello, inicialmente contó con la confianza del nuevo técnico azulgrana, Lorenzo Serra Ferrer, que lo alineó en el tramo inicial de la temporada. Sin embargo, una lesión en la 13.ª jornada, precisamente en el campo del Celta de Vigo, le hizo perder la titularidad en favor del entonces joven canterano Pepe Reina. Ante los malos resultados, Serra Ferrer fue cesado y la llegada de Carles Rexach permitió a Dutruel recuperar la titularidad en la recta final del campeonato. Sin embargo, el francés no llegó nunca a ganarse la confianza de los técnicos barcelonistas, que de cara a la siguiente temporada priorizaron el fichaje de un guardamenta. El elegido fue Roberto Bonano y Dutruel acabó relegado a tercer guardameta del equipo, pasando la temporada 2001/02 en blanco.
Al término de esa campaña consiguió la carta de libertad y, tras rechazar ofertas del RCD Español y del Rennes firmó por tres temporadas por el Deportivo Alavés, que por entonces vivía sus años dorados. Aunque en el club vitoriano volvió a jugar con regularidad, la temporada se saldó con un inesperado descenso a Segunda División y Dutruel optó por cancelar su contrato y regresar a su Francia natal para jugar en la máxima categoría con el Racing de Estrasburgo. Sin embargo, las lesiones de espalda marcaron esta última etapa de su carrera. Dutruel decidió retirarse en julio de 2005, después de una temporada sin poder jugar.

## Selección nacional
Fue internacional en una ocasión con la Selección de fútbol de Francia tras su fichaje por el FC Barcelona. Su primer y único partido fue un encuentro amistoso ante Camerún disputado el 4 de octubre de 2000

## Clubes
| Club                | País                | Año                 | Partidos | Goles Encajados |
| ------------------- | ------------------- | ------------------- | -------- | --------------- |
| Paris Saint Germain | Francia             | 1991-1993           |          |                 |
| SM Caen             | Francia             | 1993-1995           |          |                 |
| Paris Saint Germain | Francia             | 1995-1996           | 6        | 6               |
| Celta de Vigo       | España              | 1996-2000           | 152      | 171             |
| FC Barcelona        | España              | 2000-2002           | 22       | 23              |
| Deportivo Alavés    | España              | 2002-2003           | 41       | 68              |
| RC Strasbourg       | Francia             | 2003-2005           | 24       | 28              |
| Total en su carrera | Total en su carrera | Total en su carrera | 245      | 336             |

## Palmarés

### Campeonatos nacionales
| Título               | Club                | País    | Año  |
| -------------------- | ------------------- | ------- | ---- |
| Copa de Francia      | Paris Saint Germain | Francia | 1993 |
| Supercopa de Francia | Paris Saint Germain | Francia | 1995 |
| Copa de la Liga      | RC Strasbourg       | Francia | 2005 |

### Copas internacionales
| Título           | Club                | País    | Año  |
| ---------------- | ------------------- | ------- | ---- |
| Recopa de Europa | Paris Saint Germain | Francia | 1996 |